# Problem kolekcjonera kuponów
Problem kolekcjonera kuponów opisuje klasę konkursów, w którym gracz otrzymuje wygraną po zebraniu wszystkich kuponów z określonej puli. Problem polega na przewidzeniu jak długo należy zbierać kupony, aby otrzymać wygraną. Problem ten jest interesujący z matematycznego punktu widzenia, jak i ma wiele zastosowań w informatyce.

## Analiza problemu
Oto doprecyzowanie podstawowego wariantu problemu kolekcjonera kuponów:
1. mamy {\displaystyle n} urn,
2. do urn tych wrzucamy kolejno kule,
3. wybór każdej urny jest równo prawdopodobny oraz kolejne wybory są wykonywane niezależnie.

Interesuje nas liczba rzutów {\displaystyle T_{n},} po której w każdej urnie znajdzie się co najmniej jedna kula. Liczba rzutów {\displaystyle T_{n}} jest zmienną losową.
Problem ten można stosunkowo łatwo zanalizować, rozbijając proces wypełniania urn na etapy. Załóżmy, że w pewnej chwili wypełnionych jest {\displaystyle k} urn i niech {\displaystyle T_{n,k}} oznacza liczbę rzutów potrzebnych do zapełnienia {\displaystyle k+1} urn (czyli do dorzucenia jednej kuli do pustych urn). Wtedy
1. {\displaystyle T_{n,k}} jest zmienną losową o rozkładzie geometrycznym z parametrem {\displaystyle (n-k)/n,}
2. {\displaystyle T_{n}=T_{n,0}+T_{n,1}+\ldots +T_{n,n-1},}
3. zmienne {\displaystyle T_{n,0},T_{n,1},\dots ,T_{n,n-1}} są niezależne.

## Wartość oczekiwana
Korzystając z tego, że wartość oczekiwana zmiennej o rozkładzie geometrycznym z parametrem {\displaystyle p} wynosi {\displaystyle 1/p} oraz z tego, że wartość oczekiwana sumy zmiennych losowych jest równa sumie wartości oczekiwanych tych zmiennych otrzymujemy
{\displaystyle E[T_{n}]=\sum _{k=0}^{n-1}{\frac {n}{n-k}}=n\sum _{k=0}^{n-1}{\frac {1}{n-k}}=n\sum _{k=1}^{n}{\frac {1}{k}}.}
Suma {\displaystyle 1/1+1/2+\ldots +1/n} nazywana jest {\displaystyle n}-tą liczbą harmoniczną i oznaczana symbolem {\displaystyle H_{n}.}
Ponadto
{\displaystyle H_{n}=\ln(n)+\gamma +{\frac {1}{2n}}-{\frac {1}{12n^{2}}}+O\left({\frac {1}{n^{4}}}\right),}
gdzie {\displaystyle \gamma =0{,}57721...} jest stałą Eulera-Mascheroniego.
W konsekwencji
{\displaystyle T_{n}=n\ln(n)+\gamma n+{\frac {1}{2}}-{\frac {1}{12n}}+O\left({\frac {1}{n^{3}}}\right).}

## Wariancja
Wariancję zmiennej losowej {\displaystyle T_{n}} można wyznaczyć w podobny sposób jak wyznacza się wartość oczekiwaną. Zmienna losowa o rozkładzie geometrycznym z parametrem {\displaystyle p} ma wariancję równą {\displaystyle (1-p)/p^{2}} oraz z wariancja sumy niezależnych zmiennych losowych jest równa sumie wariancji tych zmiennych, skąd wynika że
{\displaystyle \operatorname {var} [T_{n}]=\sum _{k=0}^{n-1}{\frac {nk}{(n-k)^{2}}}\leqslant n^{2}\sum _{k=0}^{n-1}{\frac {1}{(n-k)^{2}}}=n^{2}\sum _{k=1}^{n}{\frac {1}{k^{2}}}<n^{2}{\frac {\pi ^{2}}{6}}<2n^{2}.}
Ponadto
{\displaystyle {\frac {\sqrt {\operatorname {var} [T_{n}]}}{E[T_{n}]}}=O\left({\frac {1}{\ln(n)}}\right),}
zatem asymptotycznie zmienna {\displaystyle T_{n}} jest mocno skoncentrowana.